# ジェームズ・ボンドのテーマ
「ジェームズ・ボンドのテーマ」（James Bond Theme）は、映画『007（ジェームズ・ボンド）』シリーズのテーマ曲である。1962年11月に全英13位を記録した。作曲はモンティ・ノーマン。編曲はジョン・バリー。演奏はジョン・バリー・オーケストラ。

## 解説

### 作曲者について
ノーマンのモチーフ（ギターリフ部分）を元にバリーが残りを制作した。
イントロのリフはV・S・ナイポールの1961年の小説『ビスワス氏の家』の舞台版（インド系の役者が足りず未上演）の音楽として、ノーマンが作詞家のジュリアン・モアと制作したインド音楽風の歌曲「Good Sign, Bad Sign」の焼き直しである。
『007 ドクター・ノオ』の音楽担当に採用されるも基本的に歌曲の作曲家であったノーマンによるテーマ曲の不採用が続いたため、オーケストラ・アレンジができるバリーが指名され、ジョン・バリー・セブンのギタリストヴィック・フリックと共に大幅にアレンジして完成させた。

### 裁判
ノーマンの作曲を疑う声は1970年代から幾度か挙がり、1990年代には音楽雑誌『メロディ・メイカー』の「ノーマンが映画の撮影が行われたジャマイカで現地人から買い取った曲」という捏造記事と、「サンデー・タイムズ」紙の「作者ではない無名の作曲家が著作権料収入を得ている」とする批判記事を名誉毀損で訴えて、共にノーマンが勝訴した。
1997年からの「サンデー・タイムズ」との裁判にはバリーやフリックを含む当時の関係者が出廷し、「Good Sign, Bad Sign」の使用料250ポンドの支払いや、完成作のクレジットと著作権をノーマンのものとする合意契約の内容が明らかになった。バリーは過去の作品から類似例を示し、2小節の引用を認めた上で、それ以外は自身の創作であり、作曲がノーマン単独だとする主張に異議を唱えると同時に、著作権に関してノーマンと争わないことを表明した。
聴聞会では音楽学者スタンリー・セイディが、ギターリフ後の半音下がるメロディもノーマンの作品「Dr. No's Fantasy」（映画未使用曲）の影響があると主張した。
裁判で検証された曲
- ノーマン作曲「Good Sign, Bad Sign」（1961年）、「Dr. No's Fantasy」（1962年）
- バリー作曲「Bees Knees」「Beat Girl」「Black Stockings」「Hit the Road to Greenland」（1958年-1960年） 演奏ジョン・バリー・セブン、「Poor Me（英語版）」 歌アダム・フェイス（英語版）（1960年）
- アーティ・ショウ作曲「Nightmare」（1930年代） ※バリー自身が参考にしたと証言[10]。
- クルト・ヴァイル作曲「Lonely House」（1940年代）

2001年、陪審員は作曲者をノーマンと認め、「サンデー・タイムズ」に対し賠償金3万ポンドの支払いが命ぜられた。